# Гальванофорез
Гальванофоре́з — в стоматологии специальный метод для долговременной дезинфекции системы корневых каналов зубов путем перемещения ионов лекарственных веществ из просвета корневого канала зуба в глубину дентин посредством приложения электродвижущей силы (ЭДС) за счет установленных в корневые каналы зубов пациента миниатюрных мобильных источников тока.
В отличие от электрофореза, при гальванофорезе для создания ЭДС применяются не стационарные источники тока, а мобильные устройства малых размеров. Электрофорез — процедура, которую проводят в медицинском кабинете, при гальванофорезе пациент находится вне лечебного учреждения. Гальванофорез осуществляется при помощи специальных устройств, временно (на несколько дней или недель) устанавливаемых в корневые каналы зубов пациента. Устройства могут быть выполнены в виде штифта либо другой конструкции из металлов, составляющих гальванопару. Будучи установленным, такой гальванический элемент обеспечивает прохождение слабого электрического тока (порядка 0,1 мА) через ткани, в которые намечена доставка определённых веществ. Гальванические штифты для гальванофореза создают ЭДС в среде корневых каналов, которая обеспечивает миграцию в дентин лекарственных веществ. Применение гальванофореза было  показано на  примере использования гидроксида меди–кальция с размерами частиц 10—100 нм для подавления деятельности аэробных и анаэробных микроорганизмов при апикальном периодонтите и пульпите.